# Front

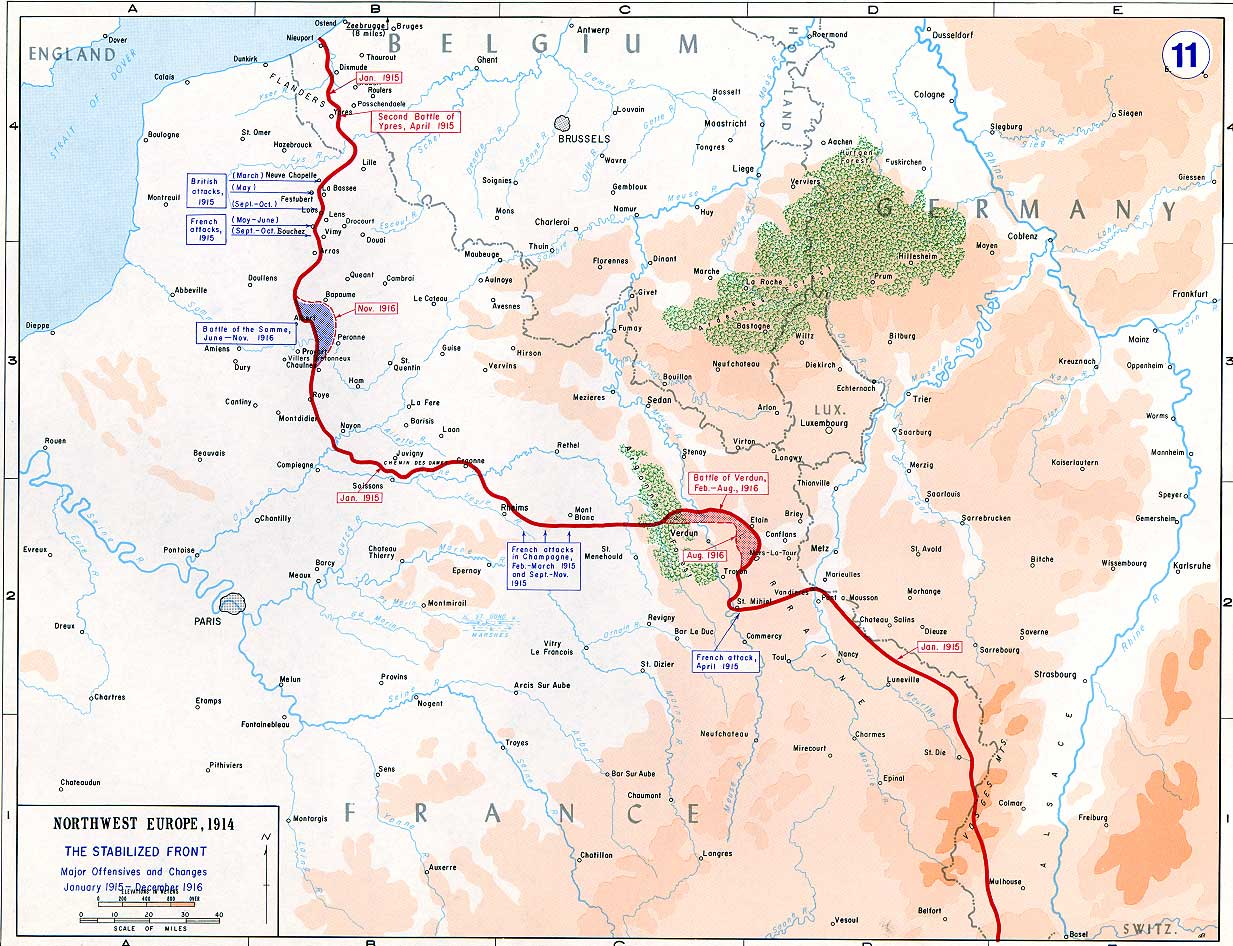
Frontul de vest din Primul Război Mondial

Frontul militar este linia unde se găsesc și luptă două sau mai multe forțe armate; se numește așa pentru că soldații care luptă se găsesc în fața celorlalți membri ai armatei și unde se desfășoară operații strategice de mare amploare. O singură țară poate lupta pe mai multe fronturi, cum a fost cazul Germaniei naziste care a luptat în occident (contra Angliei, Franței și Statelor Unite și în Europa de Est în principal contra URSS. Frontul poate fi spart, adică a pătrunde forțat în linia de apărare a inamicului.